# Clerget 9Z
Clerget 9Z – gwiazdowy, rotacyjny, chłodzony powietrzem tłokowy silnik lotniczy, skonstruowany przez Pierre’a Clergeta podczas I wojny światowej. Maksymalna moc wynosiła 81 kW (110 KM), a pojemność skokowa 16,3 dm³. Produkowany przez francuskie zakłady Clerget-Blin model 9Z stosowany był m.in. w samolotach myśliwskich Airco DH.2, Nieuport 17bis i Sopwith Camel, samolotach rozpoznawczych Nieuport 12 i Sopwith 1½ Strutter oraz wodnosamolotach Fairey Hamble Baby i Sopwith Baby.

## Historia rozwoju
Silnik Clerget 9Z był rozwinięciem budowanych od 1913 roku w zakładach Clerget-Blin silników rotacyjnych konstrukcji Pierre’a Clergeta. Dziewięciocylindrowy napęd powstał w okresie I wojny światowej i dysponował mocą nominalną 81–88 kW (110–120 KM). Tłoki silnika wykonane były ze stopu aluminium, korbowody miały przekrój rurowy, a zawory dolotowe i wydechowe były obsługiwane mechanicznie za pomocą oddzielnych krzywek, popychaczy i wahaczy. Układ zasilania składał się z gaźnika typu Bloctube, a układ zapłonowy tworzyły dwa iskrowniki. Model 9Z został zastąpiony przez osiągający większą moc i budowany w dużej liczbie Clerget 9B.

## Opis techniczny

Zbliżony konstrukcyjnie silnik Clerget 9B, eksponowany w Muzeum Lotnictwa Polskiego w Krakowie

Clerget 9Z był dziewięciocylindrowym, gwiazdowym, rotacyjnym, chłodzonym powietrzem tłokowym silnikiem lotniczym. Pojemność skokowa wynosiła 16,28 dm³, średnica cylindra 120 mm, a skok tłoka 160 mm. Średnica zaworów dolotowych wynosiła 40 mm, zaś wylotowych 50 mm. Masa suchego silnika wynosiła od 160 do 166,5 kg, zaś masa całkowita 180 kg. Stopień sprężania wynosił 4,36:1. Podawana w źródłach moc maksymalna osiągana przez jednostkę napędową wynosiła od 81 kW (110 KM) przy 1180 obr./min poprzez 88 kW (120 KM), do 121 KM przy 1200 obr./min i 123 KM przy 1300 obr./min.
Jednostkowe zużycie benzyny kształtowało się na poziomie 0,36 kg (0,43 dm³) na 1 KM w ciągu godziny, a zużycie oleju – 0,07 kg (0,08 dm³) na 1 KM w ciągu godziny. Clerget 9Z mógł pracować ze śmigłem ciągnącym lub pchającym.

## Zastosowanie
Silniki Clerget 9Z używane były w wielu brytyjskich i francuskich samolotach okresu I wojny światowej. Stosowano go do napędu następujących płatowców:
- samoloty myśliwskie – Airco DH.2[2], Airco DH.5[2], Alcock Scout[2][6], Armstrong Whitworth F.K.9[2], Avro 521[2], Blackburn Triplane[2], Bristol M.1[7][8], Bristol S.2A[2], Bristol Scout D[2][9], Nieuport 17bis[10], Pemberton-Billing P.B.25[10][11], Royal Aircraft Factory F.E.8[10], Royal Aircraft Factory S.E.2[10], Sopwith Triplane[10], Sopwith Camel[10], Vickers E.S.1[10], Vickers FB.5[10], Vickers FB.19[10][12];
- samoloty rozpoznawcze i wielozadaniowe – Nieuport 12[10][13], Sopwith 1½ Strutter[10][14];
- wodnosamoloty – Fairey Hamble Baby[10][15], Sopwith Baby[10][16].